# Правильные многомерные многогранники
Правильный n-мерный многогранник — многогранники n-мерного евклидова пространства, которые являются наиболее симметричными в некотором смысле.
Правильные трёхмерные многогранники называются также платоновыми телами.

## История
Классификация правильных многомерных многогранников была получена Людвигом Шлефли.

## Определение
Флагом n-мерного многогранника {\displaystyle P} называется набор его граней {\displaystyle F=(F_{0},F_{1},\dots ,F_{n-1})}, где {\displaystyle F_{i}} есть {\displaystyle i}-мерная грань многогранника Р, причем {\displaystyle F_{i}\subseteq F_{n-1}} для {\displaystyle i=1,2,\dots ,n-1}.
Правильный n-мерный многогранник — это выпуклый n-мерный многогранник {\displaystyle P}, у которого для любых двух его флагов {\displaystyle F} и {\displaystyle F'} найдётся движение {\displaystyle P}, переводящее {\displaystyle F} в {\displaystyle F'}.

## Классификация

### Размерность 4
Существует 6 правильных четырёхмерных многогранников (многоячейников):
| Название               | Изображение (диаграмма Шлегеля) | Символ Шлефли | Ячейка              | Число ячеек | Число граней | Число рёбер | Число вершин |
| ---------------------- | ------------------------------- | ------------- | ------------------- | ----------- | ------------ | ----------- | ------------ |
| Пятиячейник            |                                 | {3,3,3}       | правильный тетраэдр | 5           | 10           | 10          | 5            |
| Тессеракт              |                                 | {4,3,3}       | куб                 | 8           | 24           | 32          | 16           |
| Шестнадцатиячейник     |                                 | {3,3,4}       | правильный тетраэдр | 16          | 32           | 24          | 8            |
| Двадцатичетырёхячейник |                                 | {3,4,3}       | октаэдр             | 24          | 96           | 96          | 24           |
| Стодвадцатиячейник     |                                 | {5,3,3}       | додекаэдр           | 120         | 720          | 1200        | 600          |
| Шестисотячейник        |                                 | {3,3,5}       | правильный тетраэдр | 600         | 1200         | 720         | 120          |

### Размерности 5 и выше
В каждой из более высоких размерностей существует по 3 правильных многогранника (политопа):
| Название                     | Символ Шлефли |
| ---------------------------- | ------------- |
| n-мерный правильный симплекс | {3;3;...;3;3} |
| n-мерный гиперкуб            | {4;3;...;3;3} |
| n-мерный гипероктаэдр        | {3;3;...;3;4} |

## Геометрические свойства

### Углы
Двугранный угол между (n-1)-мерными смежными гранями правильного n-мерного многогранника, заданного своим символом Шлефли {\displaystyle \{p_{1},p_{2},p_{3},\dots ,p_{N-3},p_{N-2},p_{N-1}\}}, определяется по формуле:
{\displaystyle \sin ^{2}\beta ={\frac {\cos ^{2}{\frac {\pi }{p_{n-1}}}}{1-{\frac {\cos ^{2}{\frac {\pi }{p_{n-2}}}}{1-{\frac {\cos ^{2}{\frac {\pi }{p_{n-3}}}}{\frac {\ddots }{1-{\frac {\cos ^{2}{\frac {\pi }{p_{3}}}}{1-{\frac {\cos ^{2}{\frac {\pi }{p_{2}}}}{1-\cos ^{2}{\frac {\pi }{p_{1}}}}}}}}}}}}}}}
где {\displaystyle \beta } — половина угла между (n-1)-мерными смежными гранями правильного n-мерного многогранника

### Радиусы, объёмы
Радиус вписанной N-мерной сферы:
{\displaystyle r_{N}=r_{N-1}\operatorname {tg} {\beta },}
где {\displaystyle r_{N-1}} — радиус вписанной (N-1)-мерной сферы грани.
Объём N-мерного многогранника:
{\displaystyle V_{N}={\frac {1}{N}}V_{N-1}A_{N-1}r_{N},}
где {\displaystyle V_{N-1}} — объём (N-1)-мерной грани, {\displaystyle A_{N-1}} — количество (N-1)-мерных граней.

### Замощения

#### В размерностиn= 4
- Тессерактовые соты[англ.]
- Шестнадцатиячейниковые соты[англ.]
- Двадцатичетырёхячейниковые соты[англ.]

#### В размерностиn≥ 5
- Гиперкубические соты